# Треголе (Сијена)
Треголе је насеље у Италији у округу Сијена, региону Тоскана.
Према процени из 2011. у насељу је живело 21 становника. Насеље се налази на надморској висини од 504 м.